# Nuevo Edén de San Juan
Nuevo Edén de San Juan es un distrito del departamento de San Miguel, en la zona oriental de El Salvador.

## Nombre
En el 10 de diciembre de 1879, el pueblo de San Juan Lempa cambió su nombre por el corriente de Nuevo Edén de San Juan por solicitación del mismo pueblo durante la presidencia de Rafael Zaldívar y la Alcaldía de Pedro Saenz.

## Límites
Está limitado por los siguientes puntos de referencia: al norte, por la República de Honduras, al este, por San Gerardo; al sur, por Sesori al oeste, por el distrito de Dolores. División política del distrito: 7 cantones y 53 caseríos.
La cabecera de este distrito es Nuevo Edén de San Juan, situada a 90 metros sobre el nivel del mar, y a 50,6 km al noroeste de la ciudad de San Miguel.

## Datos básicos
- El pueblo se divide en los barrios: El Centro, La Cruz, Calvario y Las Delicias.
- El área del distrito es de 63,1 km² y una población de 3.020 habitantes.

## Festividades
Las fiestas patronales las celebran el 23 y 24 de junio en honor a San Juan Bautista y sus titulares el 21 y 22 de diciembre en honor a las Ánimas; las calles son adoquinadas, en cementadas y adoquinado mixto.

## Clima
El clima del distrito en su mayor parte es cálido, pertenece al tipo de tierra caliente. El monto pluvial anual oscila entre 1.600 y 1.800 mililitros.

## Flora
La vegetación está constituida por bosque húmedo subtropical. Las especies arbóreas más notables son: conacaste, laurel, jícaro, quebracho, y frutales.

## Suelos
Los tipos de suelo que se encuentran en el municipio son: latosoles arcillo rojizos y litosoles, en áreas pedregosas superficiales, de onduladas, a montañosas muy accidentadas. grumosoles, litosoles y latosoles, arcillos rojizos, en áreas de casi a nivel, a fuertemente alomadas. Predominan los tipos de aluviones y riolitas andesiticas con interalaciones de materiales piroclásticos.

## Producción y Comercio
Los productos agrícolas más cultivados en el distrito son: granos básicos, ajonjolí, hortalizas y frutas. En el rubro pecuario existe la crianza de ganado bovino y porcino, como también la avicultura, apicultura piscicultura y la pesca artesanal.
La principal industria del municipio lo constituye la elaboración de cerámica y productos lácteos. La actividad comercial la realiza con las cabeceras municipales de San Gerardo, San Luis de La Reina, Sesorí y otras.

## Comunicaciones
El pueblo de Nuevo Edén de San Juan, se une por carretera de tierra con la villa de San Gerardo y la ciudad de El Triunfo, esta última del departamento de Usulután. Existe actualmente un puente que une Ciudad Dolores Departamento de Cabañas con Nuevo Edén de San Juan, haciéndolo un distrito clave donde pasa la carretera Longitudinal del Norte, la cual comunica a todos los distritos de la zona norte salvadoreña.

## Turismo
En el distrito, hay sitios de atracción turística como: La Cascada El Salto, situada en el cantón El Cucurucho y la Poza de La Bruja.